# Simulium yamayaense
Simulium yamayaense es una especie de insecto del género Simulium, familia Simuliidae, orden Diptera.

## Distribución
Se distribuye por Japón.

## Taxonomía
Fue descrita científicamente por Ogata & Sasa, 1954. Fue publicada en Taxonomic notes on Simuliidae or black flies of Japan, with special references on the subgenera Eusimulium Roubaud and Nevermannia Enderlein (Diptera). 24(5): 325-333.